# Ngựa Holstein

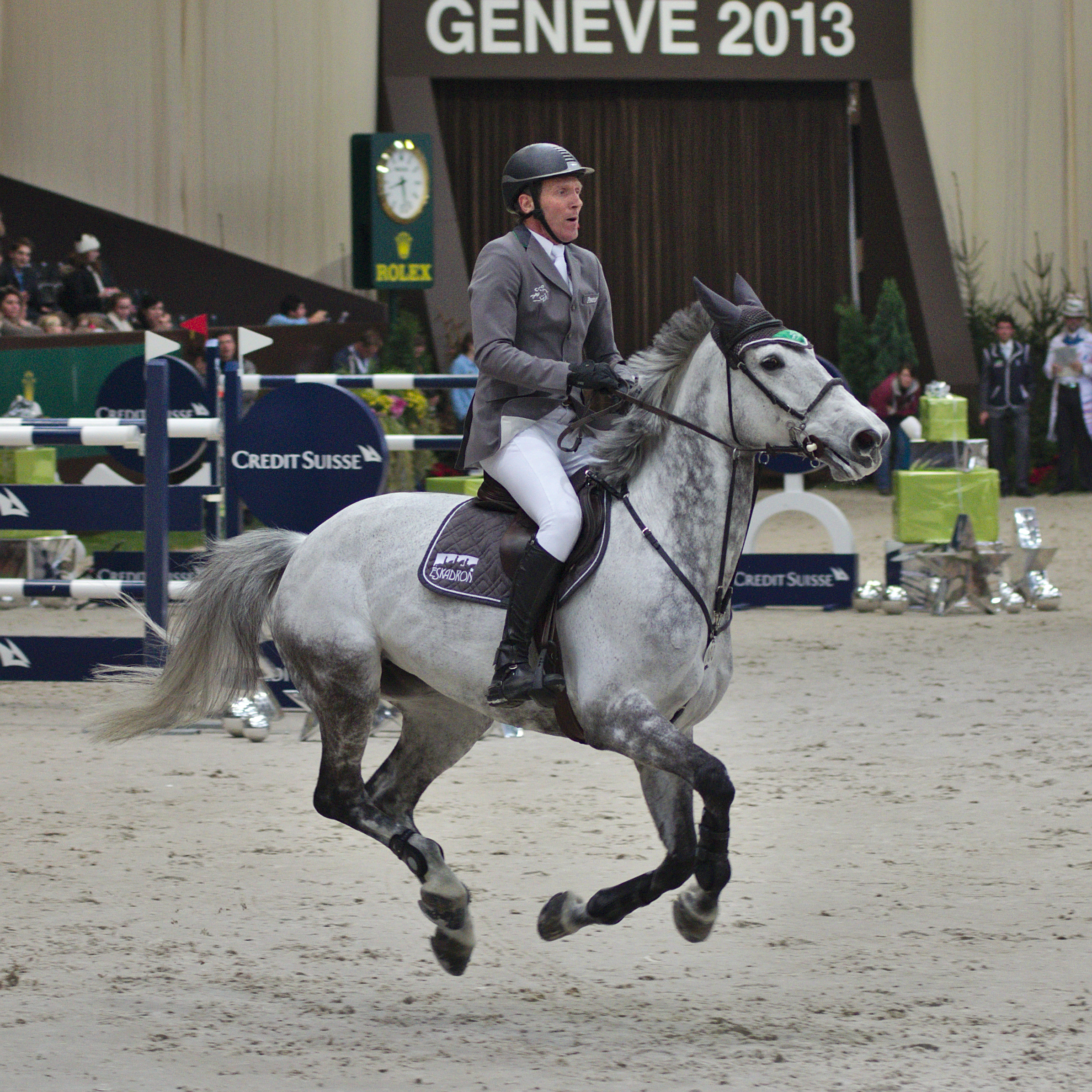
Một con ngựa tại một cuộc đua tranh quốc tế

Ngựa Holstein là một giống ngựa có nguồn gốc ở vùng Schleswig-Holstein của miền bắc nước Đức. Nó được cho là giống lâu đời nhất của dòng ngựa máu nóng warmblood, truy tìm trở lại thế kỷ thứ 13. Mặc dù dân số không lớn, ngựa Holsteinen là một lực lượng thống trị của chương trình thi nhảy quốc tế, và được tìm thấy ở các đẳng cấp cao của dressage, kéo xe phối hợp và thi eventing.

## Đặc điểm
Ngựa Holsteinen là ngựa có tầm khung trung bình từ 64-68 inches (163–173 cm) ở hai bả vai. Ngựa đực giống được phê duyệt phải được tối thiểu là 16hh và ngựa cái tối thiểu của 15.2hh (62 inch (157 cm)). Holsteine phải là của một con cưỡi ngựa thể thao. Là một giống, Holsteiners được biết đến với cổ cong, chứ không phải cổ cao và chân sau mạnh mẽ. Những đặc điểm về hình dạng cung cấp cho hầu hết cho các con Holsteiners khả năng cân bằng tốt và thanh lịch.
Những con ngựa đã được sử dụng trong nông nghiệp, như ngựa huấn luyện viên, và thỉnh thoảng cho việc cưỡi. Cách dễ nhất để xác định một con Holsteiner là bởi các ký tự được đóng trên hông trái. Holsteiners nói chung có dáng vẻ tròn trại, hào phóng, những bước tiến đàn hồi và cân bằng tự nhiên. Các tài sản mạnh nhất của giống Holsteiner là khả năng nhảy của mình. Ngay cả những con bình thường cũng thể hiện sức mạnh và phạm vi lớn, và kỹ thuật chính xác.
Tương tự như các giống ngựa ở các vùng lân cận của Oldenburg, Groningen, và Friesland, ngựa Holsteiners truyền thống là màu tối và tối thiểu được đánh dấu. Xu hướng này đã phát triển thành một sở thích cho màu đen, tối, và màu nâu, mặc dù sắc thái nhẹ hơn như hạt dẻ và màu xám cũng được cho phép. Ngựa với những đốm lớn màu trắng gợi của pinto khuôn mẫu hoặc bất kỳ của các đặc điểm kết hợp với báo đốm được loại trừ khỏi cơ quan đăng kiểm.
Mặc dù thực tế rằng Palomino và da hoẳng thuộc là không thể chấp nhận được màu sắc cho Holsteiner, việc cải thiện đực giống thuần chủng, Marlon xx đã tự mình một da hoẳng tối mà để lại đăng ký với một số con Palomino và con da hoẳng.Có những phàn nàn cho rằng có những con Holsteiners lười biếng và nhạy cảm, ma quái.

## Lịch sử

### Thời Trung Cổ
Các giống ngựa Holsteiner đã được nuôi ở vùng cực bắc của Đức, Schleswig-Holstein, trong hơn 700 năm. Các đầm lầy ven biển lộng gió, nơi các giống có nguồn gốc được đặc trưng bởi phong phú, đất ướt có thể bị khô và biến cụ thể như trong một vài giờ. Kể từ thế kỷ thứ nhất, các đầm lầy màu mỡ được cho là quê hương của một con ngựa là nhỏ và phù hợp với khí hậu.
Tổ chức chăn nuôi ngựa ở Holstein được thực hiện đầu tiên trong các tu viện của Uetersen. Các linh mục thường xuyên được các thành viên biết chữ nhất của xã hội Trung cổ, lưu giữ hồ sơ rất chính xác về chúng. Từ những con ngựa bản địa nhỏ của đầm lầy Haseldorf, các linh mục Uetersen bắt đầu phát triển những con ngựa lớn hơn phù hợp cho cưỡi trong thời gian chiến tranh, và cho nông nghiệp trong môi trường đòi hỏi khắt khe.
Vào thế kỷ thứ 16, những con ngựa của Holstein đã có một danh tiếng riêng biệt, và loài này vẫn có nhu cầu cao cho đến thế kỷ thứ 18. Như chiến đấu hiệp sĩ đã nhường chỗ cho các kỵ binh, ngựa dùng trong chiến tranh cần nhiều sức chịu đựng và sự nhanh nhẹn. Tương tự như chất lượng khác ngựa châu Âu thời gian, sự phổ biến của ngựa Neapolitan và ngựa Tây Ban Nha đã được phản ánh trong các con ngựa Holsteiner.
Trong khi không phải đặc biệt cao, chúng đã có những cải tiến khác. Vua Philip II của Tây Ban Nha thường xuyên mua Holsteiner để nuôi stud của mình tại Cordoba. Sau Cải Cách Tin Lành, sự sinh sản của ngựa không còn là trách nhiệm của các linh mục, nhưng các quan chức địa phương và nông dân cá thể. Ngay trong năm 1719, nhà nước này đưa ra giải thưởng cho các nhà nhân giống tốt nhất của nông dân Holstein. Những con ngựa đã trở thành nền tảng của các giống ngựa Hanoveria.

### Hiện đại
Thế kỷ 19 đã mang lại một sự thay đổi để giống ngựa châu Âu: ngựa Baroque nhỏ gọn và mạnh mẽ đã được thay thế bởi các giống ngựa Thuần Chủng Anh Thoroughbred như các loài động vật chính được sử dụng để cải tạo giống ngựa địa phương. Những cải tiến trong con đường và sự phát triển của đầu máy có nghĩa là cưỡi dài được ít thường yêu cầu. Kết quả là, sự nhấn mạnh về việc giảm độ thanh lịch, ngựa vận chuyển. Cleveland Bay và Thoroughbred truyền giống cho chúng.
Những năm đầu thế kỷ 20 đã mang về những thay đổi đáng kể cho những con ngựa Holstein và tác giả của nó. Thế chiến I và Thế chiến II dẫn đến nhu cầu tăng lên đối với các chú ngựa nặng để kéo các toa xe pháo. Năm 1926, Liên đoàn ngựa nhân giống ngựa của Marshes Holsteiner đã được thực hiện để chuyển ngựa đực giống của họ qua các stud nhà nước, trong đó phân phối lại các con đực. Những con đực giống đã sớm được bổ sung bằng những người thuộc hiệp hội khác các nhà lai tạo trong khu vực. 

### Ngày nay
Sau Thế chiến II, dân số ngựa vào năm 1950 là gần 10.000 cá thể; 11 năm sau, con số này đã giảm hơn một phần ba. Trong thập kỷ đó, nông dân đã từ bỏ sự sinh sản của ngựa, và Stud Nhà nước Traventhal bị giải tán. Thay vì cho phép những con ngựa nông nghiệp để chết đi như một giống, Hội đồng quản trị của các nhà tạo giống liên bang mua 30 con ngựa giống Holsteiner và ba con ngựa Thuần Chủng Thoroughbreds và hoàn toàn định hình lại hướng chăn nuôi. Những trại chăn nuôi đực giống nhà nước bây giờ đã thuộc sở hữu của các nhà tạo giống hiệp hội, một sự sắp xếp hoàn toàn độc đáo giữa các Hiệp hội nuôi ngựa máu nóng ở Đức.
Để thực hiện việc cập nhật các con ngựa Holsteiner, nhiều con ngựa Thuần Chủng Thoroughbred và ngựa đực giống Pháp đã được nhập khẩu. Bởi năm 1976, hầu hết các con ngựa đực giống Holsteiner hàng đầu là Thoroughbred hoặc nửa Thoroughbred. Các con Holsteiners phong cách mới đã nhanh nhẹn hơn, nhanh hơn, cao hơn, và có kỹ thuật nhảy tốt hơn. Những thay đổi này đã được đặc biệt quan trọng trong vòng 15 đến 20 năm, Chúng đã không chỉ phục vụ cho việc cưỡi ngựa của những nam giới và binh lính, và trở thành thống trị bởi phụ nữ và trẻ em gái như một hoạt động giải trí. Để đáp ứng nhu cầu của các thị trường mới này, ngựa Holsteiners ngày nay đã được cải tạo theo hướng đẹp hơn và tinh tế hơn. 